# Topol (Chrudim)

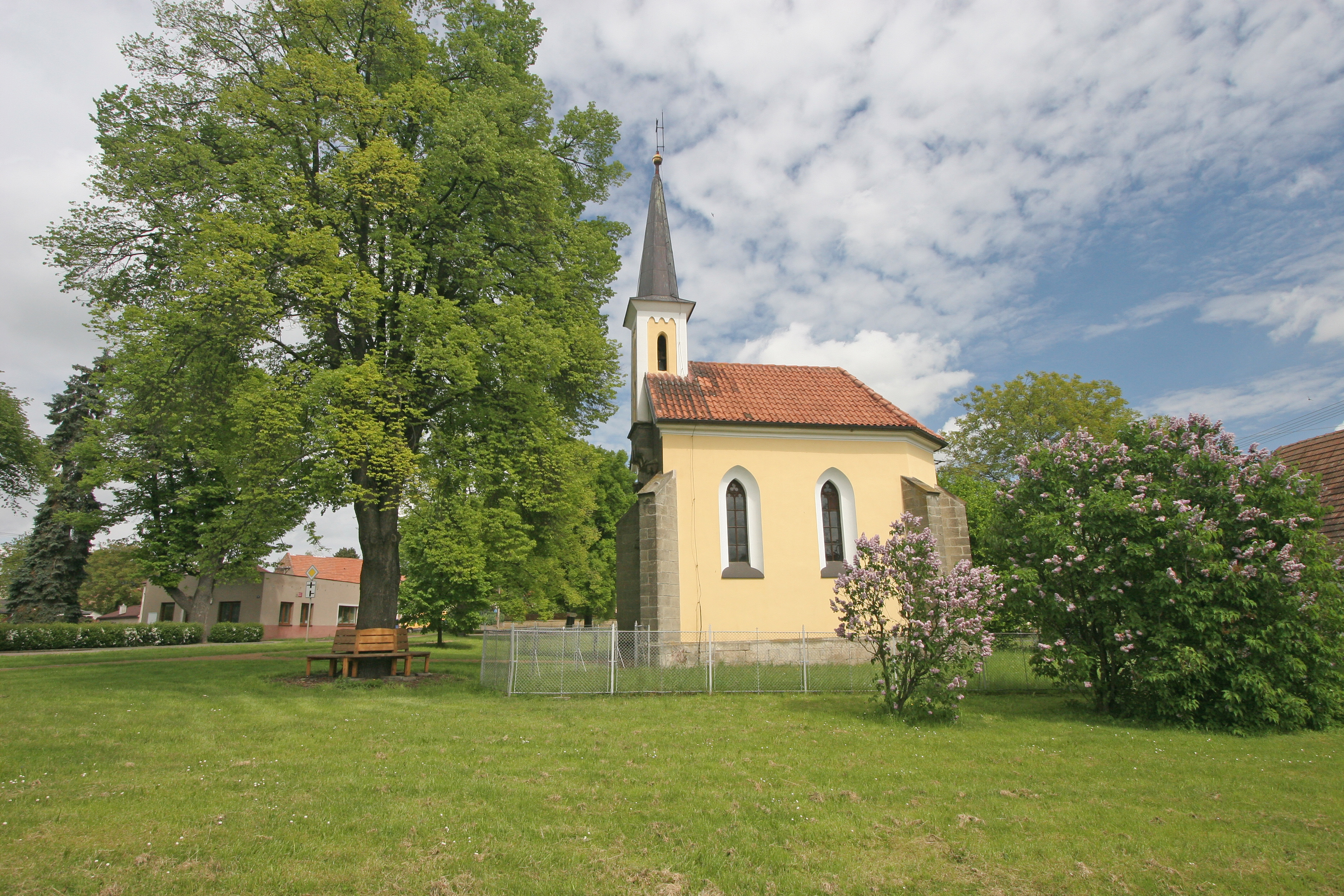
Kapelle Mariä Namen

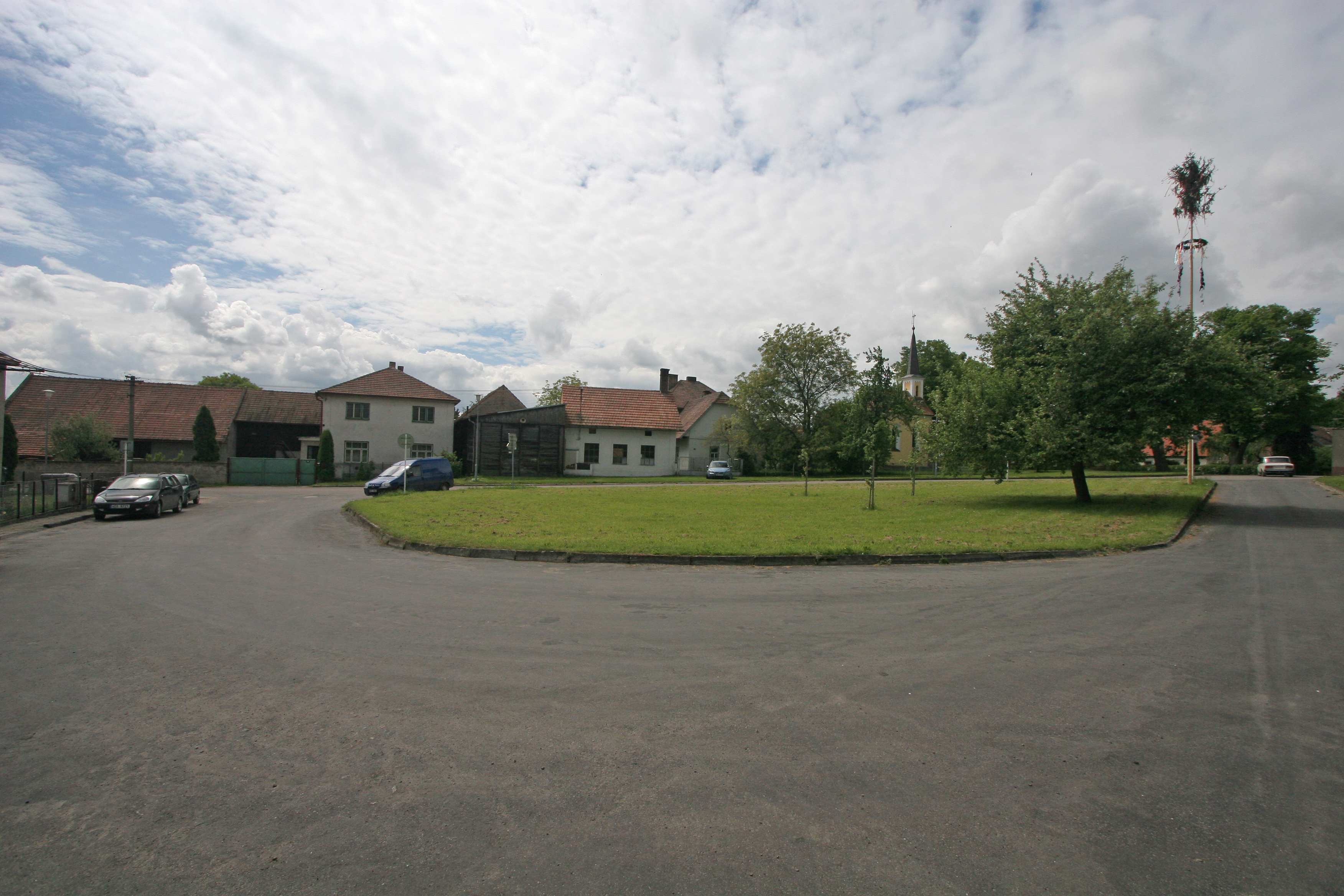
Dorfplatz

Topol ist ein Ortsteil der Stadt Chrudim in Tschechien. Er liegt vier Kilometer nordöstlich des Stadtzentrums von Chrudim und gehört zum Okres Chrudim.

## Geographie
Topol befindet sich linksseitig über dem Tal des Baches Kočský potok auf der Hrochotýnecká tabule (Hrochow-Teinitzer Tafel). Durch den Ort führt die Staatsstraße II/340 zwischen Chrudim und Dašice, westlich verläuft die Staatsstraße I/37 zwischen Chrudim und Pardubice. Nördlich erhebt sich der Na Hradě (287 m n.m.), im Westen die Pumberky (Baumberg, 300 m n.m.).
Nachbarorte sind Kalousov, Habrov und Tuněchody im Norden, Úhřetice und Vejvanovice im Nordosten, Dolní Bezděkov im Osten, Turyň, Nabočany und Kočí im Südosten, Tři Bubny, Vlčnov und V Lindách im Süden, Stromovka und Na Pumberkách im Südwesten, Májov und Třibřichy im Westen sowie Vestec und Ostřešany im Nordwesten.

## Geschichte
Archäologische Funde belegen eine frühzeitliche Besiedlung der Gegend. Im nördlichen Teil des Katasters befand sich um 4000 v. Chr. auf der Terrassenkante um den Hügel Na Hradě über dem Chrudimkatal eine befestigte Siedlung der Lengyel-Kultur. Während der Frühen Eisenzeit wurden die Befestigungsanlagen von Siedlern der Schlesisch-Platenitzer Kultur durch einen mächtigen Wall verstärkt, dem ein breiter Graben vorgelagert war. Nach ihrer Eroberung und Plünderung wurde die Burgstätte nicht erneuert. Erneute kurzzeitige Besiedlungen des Sporns erfolgten während der Latènezeit sowie durch slawische Siedler im 10. Jahrhundert.
Die erste schriftliche Erwähnung des Ortes erfolgte 1399 als Toppole. Topol gehörte zusammen mit Kočice zu den Besitzungen der Herren Habrovec von Habrov, die vermutlich auf dem Na Hradě eine Feste errichteten. Während des Böhmisch-ungarischen Krieges wurde die Feste zerstört; ebenso erlosch um 1468 das zwischen Kočí und Tři Bubny gelegene Dorf Kočice. Zum Ende des 15. Jahrhunderts waren sämtliche Bauerngüter von Topol der Königsstadt Chrudim untertänig geworden. Wegen der Beteiligung der Stadt Chrudim am Ständeaufstand gegen die Habsburger konfiszierte König Ferdinand I. 1547 deren Güter. Im Jahre 1561 kaufte die Stadt Topol für 566 Schock Böhmische Groschen von der Böhmischen Kammer zurück. Nach der Schlacht am Weißen Berg erfolgte eine erneute Konfiskation des Dorfes durch den böhmischen König Ferdinand II.,  weil die Stadt Chrudim den Ständeaufstand von 1618 unterstützt hatte, im Jahre 1628 erhielt die Stadt das Dorf wieder zurück. 1651 lebten 62 Personen in Topol. Am 9. Oktober 1662 wurden die Topoler Bauern gegenüber der Stadt Chrudim robotverpflichtet. Als die Stadt Chrudim 1714 von Topol eine neue Abgabe von 98 Gulden verlangte, erhoben zunächst die Gemeinden Topol und Vestec Protest. Später schlossen sich noch die Gemeinden Kočí und Vlčnov an, die bereits länger mit dem Chrudimer Rat im Streit lagen. Wegen ihrer Widerspenstigkeit wurden die Richter und Schöppen für 17 Tage ins Verlies gesteckt und während dieser Zeit neue Richter eingesetzt. 1783 bestand das Dorf aus 28 Behausungen, darunter acht Bauern, sieben Ausgedingen, acht Beisassen, einem Chalupner und einem Armenhaus. Ab 1788 setzte die Aufteilung der Bauerngüter und der Verkauf von Parzellen an Chalupner ein. 1789 standen in dem Dorf 29 Häuser.
Im Jahre 1835 bestand das im Chrudimer Kreis gelegene Dorf Topol bzw. Topole aus 36 Häusern und hatte 224 Einwohner. Im Ort gab es ein Wirtshaus. Pfarrort war Chrudim. Bis zur Mitte des 19. Jahrhunderts blieb Topol der königlichen Kreis- und Leibgedingstadt Chrudim untertänig. 
Nach der Aufhebung der Patrimonialherrschaften bildete Topol eine Gemeinde im Gerichtsbezirk Chrudim. Ab 1868 gehörte das Dorf zum Bezirk Chrudim. 1869 hatte Topol 347 Einwohner. Der Bürgermeister Matěj Kučera ließ 1879 auf dem Dorfplatz eine Kapelle errichten. 1886 wurde nördlich des Dorfes ein Friedhof angelegt; im selben Jahr wurde auch die Freiwillige Feuerwehr gegründet. Im Jahre 1900 lebten in dem Dorf 451 Personen, zehn Jahre später waren es 425. 1909 wurde eine zweiklassige Dorfschule errichtet, wegen zu geringer Schülerzahl erfolgte 1926 die Zusammenlegung der beiden Klassen. 1919 wurde das Dorf elektrifiziert. 1930 hatte Topol 422 Einwohner. Im Jahre 1961 lebten 288 Menschen in dem Dorf. 1964 erfolgte der Zusammenschluss der Gemeinden Kočí und Topol zu einer Gemeinde Kočí-Topol. Die Schule in Topol wurde 1974 geschlossen und im Schulhaus ein Kindergarten eingerichtet. Mit Beginn des Jahres 1990 löste sich die Gemeinde Kočí-Topol auf; Kočí bildete eigene Gemeinde, Topol wurde nach Chrudim eingemeindet. Im Jahre 2004 lebten in den 73 Häusern von Topol 164 Personen.

## Ortsgliederung
Der Ortsteil Topol bildet einen Katastralbezirk.

## Sehenswürdigkeiten
- Kapelle Mariä Namen, errichtet 1879 vom Chrudimer Baumeister Studnička. 1888 wurde um die Kapelle ein Ziergarten angelegt.
- Sühnekreuz aus dem Jahre 1655 an der Straße nach Chrudim. Auf der Vorderseite des 60 × 60 cm großen Kreuzes sind die Jahreszahl und Rillen, auf der Rückseite eine Gabel, eingeschlagen. Der Legende nach soll an der Stelle der Bürgermeister mit einer Forke erstochen worden sein.
- Burgstätte der Schlesisch-Platenitzer Kultur auf dem Sporn Na Hradě bei Kalousov
- Gedenkstein für die Gefallenen des Ersten Weltkrieges, enthüllt 1938
- Naturreservat Habrov